# Kamimuria coreana
Kamimuria coreana és una espècie d'insecte pertanyent a la família dels pèrlids que es troba a Àsia: Corea.